# Listă de recorduri meteorologice
Aceasta este o listă de recorduri meteorologice, o listă cu fenomenele meteorologice extreme pe diferite categorii. Multe recorduri meteo sunt măsurate în condiții specifice – cum ar fi temperatura suprafeței și viteza vântului – pentru a menține coerența între măsurătorile din jurul Pământului.  Această listă nu include observațiile detectate de la distanță, cum ar fi măsurătorile prin satelit, deoarece aceste valori nu sunt considerate înregistrări oficiale.

## Temperaturi extreme

### După continent

#### Africa[notes 1]
| Țară/Regiune       | Temperatură        | Oraș/Loc                                                    | Dată                            |
| ------------------ | ------------------ | ----------------------------------------------------------- | ------------------------------- |
| Africa de Sud      | 50,0 °C (122,0 °F) | Dunbrody, Eastern Cape                                      | 3 noiembrie 1918                |
| Algeria            | 51,3 °C (124,3 °F) | El Bayadh, Provincia El Bayadh / Ouargla, Provincia Ouargla | 2 septembrie 1979/ 5 iulie 2018 |
| Botswana           | 44,0 °C (111,2 °F) | Maun                                                        | 7 ianuarie 2016                 |
| Burkina Faso       | 47,2 °C (117,0 °F) | Dori                                                        | 1984                            |
| Ciad               | 48,0 °C (118,4 °F) | Faya-Largeau                                                | 25 mai 2023                     |
| Coasta de Fildeș   | 49,5 °C (121,1 °F) | Odienne                                                     | 26 ianuarie 2025                |
| Comore             | 36,0 °C (96,8 °F)  | Aeroportul Internațional Hahaya                             | 15 noiembrie 2017               |
| Eswatini           | 47,4 °C (117,3 °F) | Lavumisa                                                    | ?                               |
| Ghana              | 44,6 °C (112,3 °F) | Navrongo                                                    | 1 mai 2024                      |
| Guinea             | 45,0 °C (113,0 °F) | Koundara, Regiunea Boké                                     | 29 martie 2017                  |
| Mali               | 48,5 °C (119,3 °F) | Kayes                                                       | 3 aprilie 2024                  |
| Maroc              | 50,4 °C (122,7 °F) | Agadir                                                      | 11 august 2023                  |
| Niger              | 49,5 °C (121,1 °F) | Diffa                                                       | 7 septembrie 1978               |
| Nigeria            | 46,4 °C (115,5 °F) | Yola                                                        | 3 aprilie 2010                  |
| Republica Congo    | 39,6 °C (103,3 °F) | Impfondo                                                    | 13 martie 2024                  |
| Réunion            | 36,9 °C (98,4 °F)  | Le Port                                                     | 6 martie 2004                   |
| Sudan              | 49,7 °C (121,5 °F) | Dongola                                                     | 25 iunie 2010                   |
| Tunisia            | 55 °C (131 °F)     | Kebili                                                      | 7 iulie 1931                    |
| Togo               | 44,0 °C (111,2 °F) | Mango                                                       | 31 martie 2024                  |
| Sahara Occidentală | 50,7 °C (123,3 °F) | Semara                                                      | 13 iulie 1961                   |
| Zambia             | 42,4 °C (108,3 °F) | Mfuwe, Provincia de Est                                     | 13 octombrie 2010               |

#### Antarctica
| Țară/Regiune                                    | Temperatură       | Oraș/Loc                                                                         | Dată              |
| ----------------------------------------------- | ----------------- | -------------------------------------------------------------------------------- | ----------------- |
| Antarctica (insulele continentale și adiacente) | 18,3 °C (64,9 °F) | Baza Esperanza, Penisnsula Trinity                                               | 6 februarie 2020  |
| Antarctica (Platoul Antarctic > 2.500 m)        | −7,0 °C (19,4 °F) | Stația meteo automatizată D-80 (coordonate: 70°6'S, 134°53'W, înălțime: 2.500 m) | 28 decembrie 1989 |
| Polul Sud                                       | −12,3 °C (9,9 °F) | Stația Amundsen-Scott                                                            | 25 decembrie 2011 |

#### America de Nord
| Țară/Regiune               | Temperatură        | Oraș/Loc                                            | Dată                                         |
| -------------------------- | ------------------ | --------------------------------------------------- | -------------------------------------------- |
| Anguilla                   | 34,2 °C (93,6 °F)  | The Valley                                          | 12 septembrie 2015                           |
| Antigua și Barbuda         | 34,9 °C (94,8 °F)  | Aeroportul Internațional V. C. Bird, St. John's     | 12 august 1995                               |
| Canada                     | 49,6 °C (121,3 °F) | Lytton, British Columbia                            | 29 iunie 2021                                |
| Cuba                       | 39,7 °C (103,5 °F) | Veguitas (Provincia Granma)                         | 12 aprilie 2020                              |
| Dominica                   | 36,6 °C (97,9 °F)  | Aeroportul Canefield                                | 27 august 2023                               |
| Groenlanda                 | 30,1 °C (86,2 °F)  | Ivittuut                                            | 23 iunie 1915                                |
| Guatemala                  | 45,0 °C (113,0 °F) | Estanzuela, Zacapa                                  | ?                                            |
| Insulele Cayman            | 34,9 °C (94,8 °F)  | Aeroportul Internațional Owen Roberts, Grand Cayman | 21 august 2016                               |
| Insulele Virgine Americane | 37,2 °C (99 °F)    | Saint Thomas/ Cruz Bay                              | 4 august 1994 și 23 iunie 1996 31 iulie 1988 |
| Insulele Virgine Britanice | 35,0 °C (95,0 °F)  | Aeroportul Internațional Terrance B. Lettsome       | 22 iulie 2016                                |
| Martinique                 | 36,5 °C (97,7 °F)  | Saint-Pierre                                        | 6 octombrie 2010                             |
| Mexico                     | 52,0 °C (125,6 °F) | zona Mexicali                                       | 28 iulie 1995                                |
| Panama                     | 40,0 °C (104,0 °F) | San Francisco, Panamá                               | 20 martie 1998                               |
| Puerto Rico                | 40,0 °C (104,0 °F) | Insula Mona Island                                  | 2 iulie 1996                                 |
| Republica Dominicană       | 43,0 °C (109,4 °F) | Santa Cruz de Mao                                   | 31 august 1954                               |
| Statele Unite              | 56,7 °C (134 °F)   | Furnace Creek, Death Valley, California             | 10 iulie 1913                                |

#### America Centrală
| Țară/Regiune | Temperatură        | Oraș/Loc                              | Dată            |
| ------------ | ------------------ | ------------------------------------- | --------------- |
| Belize       | 42,3 °C (108,1 °F) | Barton Creek                          | 10 aprilie 2024 |
| Costa Rica   | 41,5 °C (106,7 °F) | Cerro Huacalito, Provincia Guanacaste | 23 martie 2024  |
| Guatemala    | 45,0 °C (113,0 °F) | Estanzuela, Zacapa                    | 12 mai 1998     |
| Nicaragua    | 38,4 °C (101,1 °F) | Managua                               | mai 2024        |
| Panama       | 40,0 °C (104,0 °F) | San Francisco                         | 20 martie 1998  |

#### America de Sud[notes 2]
| Țară/Regiune    | Temperatură        | Oraș/Loc                                                        | Dată                              |
| --------------- | ------------------ | --------------------------------------------------------------- | --------------------------------- |
| Argentina       | 48,9 °C (120,0 °F) | Rivadavia                                                       | 11 decembrie 1905                 |
| Bolivia         | 46,7 °C (116,1 °F) | Villamontes, Departamentul Tarija                               | 29 octombrie 2010                 |
| Brazilia        | 44,8 °C (112,6 °F) | Araçuaí, Minas Gerais                                           | 19 noiembrie 2023                 |
| Chile           | 44,9 °C (112,8 °F) | Quillón, Regiunea Biobio                                        | 26 ianuarie 2017                  |
| Columbia        | 45,0 °C (113,0 °F) | Puerto Salgar, Cundinamarca                                     | 29 decembrie 2015                 |
| Guyana          | 40,1 °C (104,2 °F) | Ebini                                                           | 26 septembrie 2023                |
| Guiana Franceză | 39,3 °C (102,7 °F) | Grand-Santi                                                     | 2024                              |
| Paraguay        | 46,4 °C (115,5 °F) | Mariscal Estigarribia, Boquerón                                 | 28 ianuarie 2025                  |
| Peru            | 41,6 °C (106,9 °F) | Iñapari                                                         | 7 octombrie 2023                  |
| Uruguay         | 44,0 °C (111,2 °F) | Paysandú, Departamentul Paysandú Florida, Departamentul Florida | 20 ianuarie 1943 14 ianuarie 2022 |
| Venezuela       | 43,6 °C (110,5 °F) | Santa Ana de Coro, Falcón                                       | 29 aprilie 2015                   |

#### Asia
| Țară/Regiune          | Temperatură        | Oraș/Loc                                                                        | Dată                              |
| --------------------- | ------------------ | ------------------------------------------------------------------------------- | --------------------------------- |
| Afghanistan           | 49,9 °C (121,8 °F) | Farah                                                                           | august 2009                       |
| Arabia Saudită        | 52,0 °C (125,6 °F) | Jeddah                                                                          | 23 iunie 2010                     |
| Azerbaijan            | 46,0 °C (114,8 °F) | Djulfa și Ordubad                                                               | ?                                 |
| Bangladesh            | 45,1 °C (113,2 °F) | Rajshahi                                                                        | 30 mai 1972                       |
| Bhutan                | 40,0 °C (104,0 °F) | Phuentsholing                                                                   | 27 august 1997                    |
| Cambodgia             | 42,8 °C (109,0 °F) | Preah Vihear și Svay Leu District                                               | 27 aprilie 2024                   |
| China                 | 52,2 °C (126,0 °F) | Sanbao, Turpan, Xinjiang                                                        | 16 iulie 2023                     |
| Coreea de Sud         | 41,0 °C (105,8 °F) | Hongcheon, Gangwon-do                                                           | 1 august 2018                     |
| Emiratele Arabe Unite | 52,1 °C (125,8 °F) | Al Jazeera Border Gate                                                          | iulie 2002                        |
| Filipine              | 42,2 °C (108,0 °F) | Tuguegarao, Cagayan Valley                                                      | 12 aprilie 1912, 11 mai 1969      |
| Hong Kong             | 39,0 °C (102,2 °F) | Parcul Wetland                                                                  | 22 august 2017                    |
| India                 | 51,0 °C (123,8 °F) | Phalodi, Rajasthan                                                              | 19 mai 2016                       |
| Indonezia             | 40,6 °C (105,1 °F) | Jatiwangi, Majalengka Regency, Provincia Java de Vest / Semarang, Java Centrală | decembrie 2006/ 27 octombrie 2015 |
| Iordania              | 50 °C (122 °F)     | Centrul de Cercetare al Universității din Iordania                              | 6 septembrie 2002                 |
| Iran                  | 54 °C (129 °F)     | Aeroport Ahvaz                                                                  | 29 iulie 2017.                    |
| Iraq                  | 53,8 °C (128,8 °F) | Basra                                                                           | 22 iulie 2016                     |
| Israel                | 54 °C (129 °F)     | Tirat Zvi                                                                       | 21 iunie 1942                     |
| Japonia               | 41,2 °C (106,2 °F) | Kaibara, Prefectura Hyōgo                                                       | 30 iulie 2025                     |
| Kârgâzstan            | 49,1 °C (120,4 °F) | ?                                                                               | ?                                 |
| Kuwait                | 53,9 °C (129,0 °F) | Mitribah                                                                        | 21 iulie 2016                     |
| Laos                  | 43,7 °C (110,7 °F) | Tha Ngon                                                                        | 1 mai 2024                        |
| Macau                 | 39,0 °C (102,2 °F) | Coloane                                                                         | 22 august 2017                    |
| Malaezia              | 40,1 °C (104,2 °F) | Chuping                                                                         | 9 aprilie 1998                    |
| Maldive               | 34,9 °C (94,8 °F)  | Hanimaadhoo                                                                     | 16 aprilie 2016                   |
| Mongolia              | 44,0 °C (111,2 °F) | Khongor, Darchan-Uul-Aimag                                                      | 24 iulie 1999                     |
| Myanmar               | 47,2 °C (117,0 °F) | Myinmu                                                                          | 14 mai 2010                       |
| Nepal                 | 46,4 °C (115,5 °F) | Chisapani                                                                       | ?                                 |
| Oman                  | 51,6 °C (124,9 °F) | Joba                                                                            | 16 iunie 2021                     |
| Pakistan              | 53,7 °C (128,7 °F) | Turbat                                                                          | 28 mai 2017                       |
| Qatar                 | 50,4 °C (122,7 °F) | Doha                                                                            | 14 iulie 2010                     |
| Rusia (Siberia)       | 43,2 °C (109,8 °F) | Belogorsk, Amur Oblast                                                          | 12 iulie 2010                     |
| Singapore             | 37,0 °C (98,6 °F)  | Tengah Ang Mo Kio                                                               | 17 aprilie 1983 13 mai 2023       |
| Siria                 | 49,4 °C (120,9 °F) | ?                                                                               | ?                                 |
| Taiwan                | 40,2 °C (104,4 °F) | Dawu, Taitung Taitung                                                           | 25 iulie 2020 9 mai 2004          |
| Tajikistan            | 48,0 °C (118,4 °F) | Panji Poyon                                                                     | ?                                 |
| Thailanda             | 45,4 °C (113,7 °F) | Tak                                                                             | 15 aprilie 2023                   |
| Turcia                | 50,5 °C (122,9 °F) | Silopi, Provincia Şırnak                                                        | 25 iulie 2025                     |
| Turkmenistan          | 50,1 °C (122,2 °F) | Repetek Biosphere State Reserve, Karakum Desert                                 | 28 iulie 1983                     |
| Vietnam               | 44,2 °C (111,6 °F) | Districtul Tương Dương, Provincia Nghệ An                                       | 7 mai 2023                        |

#### Europa
| Țară/Regiune          | Temperatură        | Oraș/Loc                                 | Dată                          |
| --------------------- | ------------------ | ---------------------------------------- | ----------------------------- |
| Albania               | 44,0 °C (111,2 °F) | Kuçova                                   | 25 iulie 2023                 |
| Armenia               | 43,7 °C (110,7 °F) | Meghri                                   | 1 august 2011                 |
| Austria               | 40,5 °C (104,9 °F) | Bad Deutsch-Altenburg                    | 8 august 2013                 |
| Belarus               | 38,9 °C (102,0 °F) | Gomel                                    | 7 august 2010                 |
| Belgia                | 41,8 °C (107,2 °F) | Begijnendijk, Brabantul Flamand          | 25 iulie 2019                 |
| Bosnia și Herțegovina | 46,2 °C (115,2 °F) | Mostar                                   | 31 iulie 1901                 |
| Bulgaria              | 45,2 °C (113,4 °F) | Sadovo, Regiunea Plovdiv                 | 5 august 1916                 |
| Croația               | 42,8 °C (109,0 °F) | Ploče                                    | 5 august 1981                 |
| Cipru                 | 46,2 °C (115,2 °F) | Nicosia,                                 | 4 septembrie 2020             |
| Cehia                 | 40,4 °C (104,7 °F) | Dobřichovice, Districtul Praga-Vest      | 20 august 2012                |
| Danemarca             | 36,4 °C (97,5 °F)  | Holstebro, Midtjylland                   | 10 august 1975                |
| Elveția               | 41,5 °C (106,7 °F) | Grono, Districtul Moesa                  | 11 august 2003                |
| Estonia               | 35,6 °C (96,1 °F)  | Võru                                     | 11 august 1992                |
| Finlanda              | 37,2 °C (99,0 °F)  | Aeroportul Joensuu, Liperi               | 29 iulie 2010                 |
| Franța                | 46,0 °C (114,8 °F) | Vérargues, Hérault                       | 28 iunie 2019                 |
| Germania              | 41,2 °C (106,2 °F) | Lingen, Saxonia Inferioară               | 25 iulie 2019                 |
| Grecia                | 48,0 °C (118,4 °F) | Atena                                    | 10 iulie 1977                 |
| Islanda               | 30,5 °C (86,9 °F)  | Teigarhorn, Djúpivogur                   | 22 iunie 1939                 |
| Irlanda               | 33,3 °C (91,9 °F)  | Castelul Kilkenny, Comitatul Kilkenny    | 26 iunie 1887                 |
| Italia                | 47 °C (117 °F)     | Sicilia,                                 | 12 august 2021                |
| Letonia               | 37,8 °C (100,0 °F) | Ventspils                                | 4 august 2014                 |
| Lituania              | 37,5 °C (99,5 °F)  | Zarasai, Județul Utena                   | 30 iulie 1994                 |
| Luxemburg             | 40,8 °C (105,4 °F) | Findel, Sandweiler                       | 25 iulie 2019                 |
| Malta                 | 43,8 °C (110,8 °F) | Aeroportul Internațional Malta           | 9 august 1999                 |
| Moldova               | 42,4 °C (108,3 °F) | Fălești                                  | 7 august 2012                 |
| Muntenegru            | 44,8 °C (112,6 °F) | Podgorica & Danilovgrad                  | 16 august 2007/ 8 august 2012 |
| Macedonia de Nord     | 45,7 °C (114,3 °F) | Demir Kapija, Demir Kapija               | 24 iulie 2007                 |
| Norvegia              | 35,6 °C (96,1 °F)  | Nesbyen, Buskerud                        | 20 iunie 1970                 |
| Polonia               | 40,2 °C (104,4 °F) | Prószków                                 | 29 iulie 1921                 |
| Portugalia            | 47,4 °C (117,3 °F) | Amareleja, Beja                          | 1 august 2003                 |
| România               | 44,5 °C (112,1 °F) | Ion Sion, județul Brăila                 | 10 august 1951                |
| Rusia (în Europa)     | 45,4 °C (113,7 °F) | Utta, Kalmîkia                           | 12 iulie 2010                 |
| San Marino            | 40,3 °C (104,5 °F) | Serravalle                               | 3 august 2017, 9 august 2017  |
| Serbia                | 44,9 °C (112,8 °F) | Smederevska Palanka, Podunavlje          | 24 iulie 2007                 |
| Slovacia              | 40,3 °C (104,5 °F) | Hurbanovo                                | 20 iulie 2007                 |
| Slovenia              | 40,8 °C (105,4 °F) | Cerklje ob Krki                          | 8 august 2013                 |
| Spania                | 47,4 °C (117,3 °F) | Montoro (Córdoba)                        | 14 august 2021                |
| Suedia                | 38,0 °C (100,4 °F) | Ultuna, Uppsala län/ Målilla, Kalmar län | 9 iulie 1933/ 29 iunie 1947   |
| Țările de Jos         | 40,7 °C (105,3 °F) | Gilze en Rijen                           | 25 iulie 2019                 |
| Ucraina               | 42,0 °C (107,6 °F) | Luhansk                                  | 12 august 2010                |
| Ungaria               | 41,9 °C (107,4 °F) | Kiskunhalas                              | 20 iulie 2007                 |
| Regatul Unit          | 40,3 °C (104,5 °F) | Coningsby, Lincolnshire                  | 19 iulie 2022                 |
| Vatican               | 40,7 °C (105,3 °F) | Vatican City                             | 2 august 2017                 |

#### Oceania[notes 12]
| Țară/Regiune      | Temperatură        | Oraș/Loc                                          | Dată                             |
| ----------------- | ------------------ | ------------------------------------------------- | -------------------------------- |
| Australia         | 50,7 °C (123,3 °F) | Oodnadatta, Australia de Sud Onslow, Australia de | 2 ianuarie 1960 13 ianuarie 2022 |
| Insulele Cocos    | 33,2 °C (91,8 °F)  | Insulele Cocos                                    | 3 decembrie 2024                 |
| Insulele Marshall | 35,6 °C (96,1 °F)  | Utirik Atoll                                      | 24 august 2016                   |
| Insulele Solomon  | 36,1 °C (97,0 °F)  | Honiara, Provincia Guadalcanal                    | 1 februarie 2010                 |
| Noua Zeelandă     | 42,4 °C (108,3 °F) | Rangiora, Canterbury / Jordan, Marlborough        | 7 februarie 1973                 |
| Palau             | 35,6 °C (96,1 °F)  | Aeroportul Internațional Roman Tmetuchl           | 2 iunie 2024                     |
| Samoa             | 35,3 °C (95,5 °F)  | Asau                                              | 24 decembrie 1968                |
| Tonga             | 35,5 °C (95,9 °F)  | Niuafoou                                          | 1 februarie 2016                 |
| Vanuatu           | 36,2 °C (97,2 °F)  | Lamap Malekula                                    | 8 februarie 2016                 |
| Wallis și Futuna  | 35,8 °C (96,4 °F)  | Aeroportul Futuna                                 | 10 ianuarie 2016                 |

### Alte recorduri de temperaturi ridicate
- Cele mai multe zile consecutive cu peste 37,8 °C (100 °F): 160 zile; Marble Bar, Western Australia de la 31 octombrie 1923 la 7 aprilie  1924.[151]
- Cele mai multe zile consecutive de peste 48,9 °C (120 °F): 43 zile; Death Valley, California din 6 iulie până la 17 august 1917.[152]
- Cea mai mare temperatură naturală la sol: 93,9 °C (201,0 °F), în Death Valley, California, 15 iulie 1972.[153](Nu e verificată)
- Temperatura cea mai mare în timpul ploii: 48,3 °C (119.0 °F) în Imperial, California, 24 iulie 2018[154] (Not verified)
- Cea mai înaltă temperatură peste noapte: 44,2 °C (111,6 °F) la stația meteo Khasab (WMO Index = 41241) în Oman la 17 iunie 2017.[155][a]
- Cea mai mare temperatură minimă pentru o perioadă de 24 de ore și pentru o zi calendaristică: 42,6 °C (108,7 °F) la Qurayyat, Oman la 25 iunie 2018.[157]
- Cea mai mare temperatură lunară medie: 42,3 °C (108,1 °F), în Death Valley, California, pentru luna iulie 2018.[158][159]
- Cea mai ridicată temperatură la nord de Cercul polar: Sub investigații (posibil 38 °C (100 °F) la Verkhoiansk, Rusia la 20 iunie 2020).[160]

## Cele mai scăzute temperaturi înregistrate

### După continent

#### Africa
| Țară/Regiune  | Temperatură         | Oraș/Loc                                    | Dată                            |
| ------------- | ------------------- | ------------------------------------------- | ------------------------------- |
| Africa de Sud | −20,1 °C (−4,2 °F)  | Buffelsfontein, lângă Molteno, Eastern Cape | 23 august 2013                  |
| Algeria       | −13,8 °C (7,2 °F)   | Méchria                                     | 28 ianuarie 2005                |
| Burkina Faso  | 5,0 °C (41,0 °F)    | Markoye                                     | ianuarie 1975                   |
| Botswana      | −15,0 °C (5,0 °F)   | Tshabong                                    | ?                               |
| Egipt         | −18,0 °C (−0,4 °F)  | Muntele Catherine (2.629 m)                 | ?                               |
| Eswatini      | −6,7 °C (19,9 °F)   | Big Bend                                    | ?                               |
| Gambia        | 4,0 °C (39,2 °F)    | Jenoi                                       | 2003                            |
| Ghana         | 11,0 °C (51,8 °F)   | Kumasi, Tafo                                | ?                               |
| Guinea        | 2,5 °C (36,5 °F)    | Bareing                                     | 2 ianuarie 1982                 |
| Lesotho       | −21,0 °C (−5,8 °F)  | ?                                           | ?                               |
| Madagascar    | −1,0 °C (30,2 °F)   | Antsirabe, Vakinankaratra                   | ?                               |
| Maroc         | −23,9 °C (−11,0 °F) | Ifrane                                      | 11 februarie 1935               |
| Niger         | −2,4 °C (27,7 °F)   | Bilma                                       | 13 ianuarie 1995                |
| Réunion       | −5,0 °C (23,0 °F)   | Gite de Bellecome                           | 10 septembrie 1975              |
| Sudan         | −1,0 °C (30,2 °F)   | Zalingei                                    | decembrie 1961 și ianuarie 1962 |

#### America de Nord
| Țară/Regiune                | Temperatură         | Oraș/Loc                                            | Dată                               |
| --------------------------- | ------------------- | --------------------------------------------------- | ---------------------------------- |
| Antigua și Barbuda          | 16,1 °C (61,0 °F)   | Aeroportul Internațional V. C. Bird, Antigua        | 31 decembrie 1974 28 ianuarie 1976 |
| Canada                      | −63,0 °C (−81,4 °F) | Snag, Yukon                                         | 3 februarie 1947                   |
| Insulele Cayman             | 11,1 °C (52,0 °F)   | Aeroportul Internațional Owen Roberts, Grand Cayman | ?                                  |
| Cuba                        | 0,6 °C (33,1 °F)    | Bainoa, Mayabeque Province                          | 18 februarie 1996                  |
| Republica Dominicană        | −7,0 °C (19,4 °F)   | Valle Nuevo, La Vega Province                       | 17 ianuarie 1983                   |
| Groenlanda                  | −66,1 °C (−87,0 °F) | North Ice                                           | 9 ianuarie 1954                    |
| Guatemala                   | −11,5 °C (11,3 °F)  | Olintepeque, Departmentul Quetzaltenango            | ?                                  |
| Martinica                   | 14,1 °C (57,4 °F)   | Le Lamentin                                         | 25 decembrie 1964                  |
| Panama                      | 2,0 °C (35,6 °F)    | Bajo Grande, Provincia Chiriquí                     | 20 februarie 1995                  |
| Puerto Rico                 | 4 °C (40 °F)        | Aibonito/San Sebastian                              | 9 martie 1911 24 ianuarie 1966     |
| Insulele Virgine Americane  | 10,6 °C (51,0 °F)   | Anna's Hope, Saint Croix                            | 31 ianuarie 1954                   |
| Statele Unite · ( Alaska)   | −62,2 °C (−80,0 °F) | Prospect Creek, Alaska                              | 23 ianuarie 1971                   |
| Statele Unite · ( Hawaii)   | −11,1 °C (12,0 °F)  | Mauna Kea, Hawaii                                   | 17 mai 1979                        |
| Statele Unite · (Continent) | −57,0 °C (−70,6 °F) | Rogers Pass, Montana                                | 20 ianuarie 1954                   |

#### America de Sud
| Țară/Regiune    | Temperatură         | Oraș/Loc                          | Dată              |
| --------------- | ------------------- | --------------------------------- | ----------------- |
| Argentina       | −32,8 °C (−27,0 °F) | Sarmiento, Provincia Chubut       | 1 iunie 1907      |
| Brazilia        | −14,0 °C (6,8 °F)   | Caçador, Santa Catarina           | 11 iunie 1952     |
| Chile           | −28,5 °C (−19,3 °F) | Balmaceda, Regiunea Aysen         | 16 iunie 1958     |
| Columbia        | −11,0 °C (12,2 °F)  | Páramo de Berlín, Tona, Santander | 11 decembrie 1974 |
| Curaçao         | 18,9 °C (66,0 °F)   | Willemstad                        | 12 decembrie 2017 |
| Guiana Franceză | 16,9 °C (62,4 °F)   | Maripasoula                       | 23 ianuarie 1964  |
| Paraguay        | −7,5 °C (18,5 °F)   | Pratts Gill, Boquerón Department  | 13 iulie 2000     |
| Peru            | −25,2 °C (−13,4 °F) | Mazo Cruz, Regiunea Puno          | 30 iunie 1966     |
| Uruguay         | −11,0 °C (12,2 °F)  | Melo, Cerro Largo                 | 14 iunie 1967     |
| Venezuela       | −12,0 °C (10,4 °F)  | Piedras Blancas, estado Mérida    | 15 ianuarie 2010  |

#### Antarctica
| Țară/Regiune | Temperatură          | Oraș/Loc              | Dată          |
| ------------ | -------------------- | --------------------- | ------------- |
| Antarctica   | −89,2 °C (−128,6 °F) | Stația Vostok         | 21 iulie 1983 |
| Polul Sud    | −82,8 °C (−117,0 °F) | Stația Amundsen-Scott | 23 iunie 1982 |

#### Asia
| Țară/Regiune          | Temperatură         | Oraș/Loc                                   | Dată                              |
| --------------------- | ------------------- | ------------------------------------------ | --------------------------------- |
| Afghanistan           | −52,2 °C (−62,0 °F) | Districtul Shahrak                         | ianuarie 1964                     |
| Armenia               | −42,0 °C (−43,6 °F) | Paghakn și Ashocq                          | 1961                              |
| Azerbaijan            | −33,0 °C (−27,4 °F) | Julfa și Ordubad                           | ?                                 |
| Bangladesh            | 2,6 °C (36,7 °F)    | Tetulia Upazila                            | 8 ianuarie 2018                   |
| China                 | −58 °C (−72 °F)     | Genhe]                                     | 31 decembrie 2009                 |
| Hong Kong             | −6,0 °C (21,2 °F)   | Tai Mo Shan                                | 24 ianuarie 2016                  |
| India                 | −44,9 °C (−48,8 °F) | Dras, Jammu și Kashmir                     | 22 martie 1911                    |
| Iran                  | −36,0 °C (−32,8 °F) | Saqqez                                     | 1972                              |
| Israel                | −14,2 °C (6,4 °F)   | Merom Golan                                | 10 ianuarie 2015                  |
| Japonia               | −41,0 °C (−41,8 °F) | Asahikawa, Hokkaidō                        | 25 ianuarie 1902                  |
| Iordania              | −16,0 °C (3,2 °F)   | Shoubak                                    | 15 decembrie 2013                 |
| Kuwait                | −4,8 °C (23,4 °F)   | Salmy                                      | 3 ianuarie 2009                   |
| Kîrgîzstan            | −53,6 °C (−64,5 °F) | ?                                          | ?                                 |
| Malaysia              | 7,8 °C (46,0 °F)    | Cameron Highlands                          | 1 februarie 1978                  |
| Maldive               | 35,8 °C (96,4 °F)   | Hanimaadhoo                                | 27 februarie 2025                 |
| Mongolia              | −55,3 °C (−67,5 °F) | Züüngovi, provincia Uvs                    | 31 decembrie 1976                 |
| Myanmar               | −57,9 °C (−72,2 °F) | Hkakabo Razi                               | necunoscut                        |
| Nepal                 | −26,0 °C (−14,8 °F) | Thakmarpha, districtul Mustang             | ?                                 |
| Coreea de Nord        | −43,6 °C (−46,5 °F) | Chunggangjin                               | 12 ianuarie 1933                  |
| Pakistan              | −24 °C (−11 °F)     | Skardu                                     | 7 ianuarie 1995                   |
| Filipine              | 6,3 °C (43,3 °F)    | Baguio                                     | 18 ianuarie 1961                  |
| Qatar                 | 1,5 °C (34,7 °F)    | Abu Samra                                  | 5 februarie 2017                  |
| Rusia (Siberia)       | −67,8 °C (−90,0 °F) | Verkhoyansk și Oymyakon, ambele în Iacutia | 7 februarie 1892 6 februarie 1933 |
| Arabia Saudită        | −12,0 °C (10,4 °F)  | Turaif                                     | ?                                 |
| Singapore             | 19,0 °C (66,2 °F)   | Paya Lebar                                 | 14 februarie 1989                 |
| Coreea de Sud         | −32,6 °C (−26,7 °F) | Yangpyeong                                 | 5 ianuarie 1981                   |
| Siria                 | −23,0 °C (−9,4 °F)  | Idlib                                      | ianuarie 1951                     |
| Taiwan                | −18,4 °C (−1,1 °F)  | Yushan                                     | 31 ianuarie 1970                  |
| Thailanda             | −1,4 °C (29,5 °F)   | Sakon Nakhon                               | 2 ianuarie 1974                   |
| Turcia                | −46,4 °C (−51,5 °F) | Çaldıran, provincia Van                    | 9 ianuarie 1990                   |
| Turkmenistan          | −36,0 °C (−32,8 °F) | Regiunea Dașoguz                           | ?                                 |
| Emiratele Arabe Unite | −5,4 °C (22,3 °F)   | Jebel Jais                                 | 3 februarie 2017                  |
| Vietnam               | −6,1 °C (21,0 °F)   | Sa Pa                                      | 4 ianuarie 1974                   |

#### Europa
| Țară/Regiune          | Temperatură         | Oraș/Loc                                      | Dată                                                 |
| --------------------- | ------------------- | --------------------------------------------- | ---------------------------------------------------- |
| Albania               | −25,8 °C (−14,4 °F) | ?                                             | [ 214 ]                                              |
| Austria               | −52,6 °C (−62,7 °F) | Grünloch doline                               | 19 februarie 1932                                    |
| Belarus               | −42,2 °C (−44,0 °F) | Slavnom, Regiunea Vițebsk                     | 17 ianuarie 1940                                     |
| Belgia                | −30,1 °C (−22,2 °F) | Rochefort                                     | 20 ianuarie 1940                                     |
| Bosnia și Herzegovina | −42,5 °C (−44,5 °F) | Igman în Cantonul Sarajevo                    | 24 ianuarie 1963                                     |
| Bulgaria              | −38,3 °C (−36,9 °F) | Trăn                                          | 25 ianuarie 1947                                     |
| Croatia               | −35,5 °C (−31,9 °F) | Čakovec                                       | 3 februarie 1929                                     |
| Cipru                 | −16 °C (3 °F)       | ?                                             | [ 220 ]                                              |
| Cehia                 | −42,2 °C (−44,0 °F) | Litvínovice                                   | 11 februarie 1929                                    |
| Danemarca             | −31,2 °C (−24,2 °F) | Comuna Thisted, Regiunea Nordjylland          | 8 ianuarie 1982                                      |
| Elveția               | −41,8 °C (−43,2 °F) | La Brévine                                    | 12 ianuarie 1987                                     |
| Estonia               | −43,5 °C (−46,3 °F) | Jõgeva, Comitatul Jõgeva                      | 17 ianuarie 1940                                     |
| Finlanda              | −51,5 °C (−60,7 °F) | Pokka, Kittilä, Lapland                       | 28 ianuarie 1999                                     |
| Franța                | −41,0 °C (−41,8 °F) | Mouthe, Doubs                                 | 17 ianuarie 1985                                     |
| Germania              | −45,9 °C (−50,6 °F) | Funtensee, Berchtesgadener Land, Bavaria      | 24 decembrie 2001                                    |
| Grecia                | −27,8 °C (−18,0 °F) | Ptolemaida                                    | 27 ianuarie 1963                                     |
| Ungaria               | −35 °C (−31 °F)     | Görömbölytapolca                              | 16 februarie 1940                                    |
| Islanda               | −37,9 °C (−36,2 °F) | Grímsstaðir                                   | 21 ianuarie 1918                                     |
| Irlanda               | −19,1 °C (−2,4 °F)  | Castelul Markree, Comitatul Sligo             | 16 ianuarie 1881                                     |
| Italia                | −49,6 °C (−57,3 °F) | Busa Fradusta, Pale di San Martino            | 10 februarie 2013                                    |
| Letonia               | −43,2 °C (−45,8 °F) | Daugavpils                                    | 8 februarie 1956                                     |
| Lituania              | −42,9 °C (−45,2 °F) | Utena, Județul Utena                          | 1 februarie 1956                                     |
| Malta                 | 1,4 °C (34,5 °F)    | Aeroportul Internațional Malta                | 29 ianuarie 1981                                     |
| Moldova               | −35,5 °C (−31,9 °F) | Brătușeni, Raionul Edineț                     | 20 ianuarie 1963                                     |
| Țările de Jos         | −27,4 °C (−17,3 °F) | Winterswijk                                   | 27 ianuarie 1942                                     |
| Macedonia de Nord     | −31,5 °C (−24,7 °F) | Berovo, Municipalitatea Berovo                | 27 ianuarie 1954                                     |
| Norvegia              | −51,4 °C (−60,5 °F) | Karasjok, Finnmark                            | 1 ianuarie 1886                                      |
| Polonia               | −41,0 °C (−41,8 °F) | Siedlce, Voievodatul Mazovia                  | 11 ianuarie 1940                                     |
| Portugalia            | −16,0 °C (3,2 °F)   | Penhas da Saúde, Covilhã Miranda do Douro     | 16 ianuarie 1945 5 februarie 1954                    |
| Regatul Unit          | −27,2 °C (−17,0 °F) | Braemar, Aberdeenshire Altnaharra, Sutherland | 11 februarie 1895 10 ianuarie 1982 30 decembrie 1995 |
| România               | −38,5 °C (−37,3 °F) | Bod, județul Brașov                           | 25 ianuarie 1942                                     |
| Rusia europeană       | −58,1 °C (−72,6 °F) | Ust' Shchugor, Republica Komi                 | 31 decembrie 1978                                    |
| Serbia                | −39,5 °C (−39,1 °F) | Karajukica Bunari, Districtul Zlatibor        | 13 ianuarie 1985                                     |
| Slovakia              | −41,0 °C (−41,8 °F) | Vígľaš-Pstruša                                | 11 februarie 1929                                    |
| Slovenia              | −34,5 °C (−30,1 °F) | Babno Polje                                   | 15 februarie 1956 16 februarie 1956 13 ianuarie 1968 |
| Spania                | −30 °C (−22 °F)     | Aeroportul Calamocha, Provincia Teruel        | 17 decembrie 1963                                    |
| Suedia                | −52,6 °C (−62,7 °F) | Vuoggatjålme, Lappland                        | 2 februarie 1966                                     |
| Ucraina               | −41,9 °C (−43,4 °F) | Luhansk                                       | 8 ianuarie 1935                                      |

#### Oceania
| Țară/Regiune  | Temperatură         | Oraș/Loc                        | Dată               |
| ------------- | ------------------- | ------------------------------- | ------------------ |
| Australia     | −23,0 °C (−9,4 °F)  | Charlotte Pass, New South Wales | 29 iunie 1994      |
| Noua Zeelandă | −25,6 °C (−14,1 °F) | Ranfurly, Central Otago         | 18 iulie 1903      |
| Samoa         | 11,1 °C (52,0 °F)   | Afiamalu                        | 29 septembrie 1971 |

### Alte recorduri de temperaturi scăzute
- Cea mai rapidă scădere a temperaturii: 27,2 °C în 5 minute; Rapid City, Dakota de Sud, 10 ianuarie 1911.[172]
- Vara cea mai rece (luna iulie în emisfera nordică): −33 °C; Summit Camp, Groenlanda, 4 iulie 2017.[233]

## Precipitații
- Cele mai puține pe an (locale): 0,2 millimetrui (0,0079 in) pe an sau mai puțin, Quillagua, Antofagasta Region, Chile.[234]

### Ploaie
- Cele mai multe într-un minut: 31,2 mm (1,23 in). 4 iulie 1956. Unionville, MD.[114]
- Cele mai multe într-o oră: 305 mm (12,0 in) în 60 de minute. Holt, Missouri, Statele Unite, 22 iunie 1947.[114]
- Cele mai multe în 12 ore (1/2 zi): 1.144 mm (45,0 in); Cilaos, Réunion, 8 ianuarie 1966, în timpul ciclonului tropical Denise.[114]
- Cele mai multe în 24 de ore (1 zi): 1.825 mm (71,9 in); Cilaos, Réunion, 7–8 ianuarie 1966, în timpul ciclonului tropical Denise.[114]
- Cele mai multe în 48 de ore (2 zile): 2.493 mm (98,1 in); Cherrapunji, Meghalaya, India, 15–16 iunie 1995.[114]
- Cele mai multe în 72 de ore (3 zile): 3.929 mm (154,7 in); Commerson, Réunion, 24–26 februarie 2007, în timpul ciclonului Gamede.[114]
- Cele mai multe în 96 de ore (4 zile): 4.869 mm (191,7 in); Commerson, Réunion, 24–27 februarie 2007, în timpul ciclonului Gamede.[114]
- Cele mai multe în un an: 26.470 mm (1.042 in); Cherrapunji, Meghalaya, India, 1860–1861.[114]
- Cele mai multe dintr-o singură furtună tropicală: 6,433 mm (0,2533 in); Commerson, Réunion, în timpul ciclonului Hyacinthe în ianuarie 1980.
- Cel mai mare total mediu anual (observat pe parcursul a 10 ani): 11.872 mm (467,4 in) (peste 38 ani) și 12.701 mm (500,0 in) (1998–2010); Mawsynram, Meghalaya, India sau 13.466 mm (530,2 in) (1980–2011); López de Micay, Cauca, Columbia.[114][235]

### Zăpadă
- Zona geografică cea mai largă cu zăpadă în timpul unui singur eveniment meteorologic: 0,001 și 0,76 metri au fost înregistrați în nouă țări din Africa de Sud în dimineața zilei de 7 august 2012.[236]
- Cele mai multe într-o perioadă de 24 de ore: 2,56 metri în Capracotta, Italia la 5 martie 2015.[237]
- Cele mai multe într-o lună calendaristică: 9,91 metri de zăpadă au căzut în Tamarack, California în ianuarie 1911, ducând la o adâncime de zăpadă în martie de 11,46 metri (cea mai mare măsurată în America de Nord).[238][239]
- Cele mai multe într-un sezon (1 iulie – 30 iunie): 29.0 metri Muntele Baker, Washington, Statele Unite, 1998.[238]
- Cele mai multe într-o perioadă de un an: 31,5 metri; Muntele Rainier, Washington, Statele Unite, 19 februarie 1971 până la 18 februarie 1972.[172]
- Cea mai mare zăpadă înregistrată: 11,82 metri la Muntele Ibuki, Japonia la 14 februarie 1927.[240]

## Viteza vântului
- Cea mai rapidă înregistrare: 484±32 km/h (301±20 mph). Observat de o unitate radar între Oklahoma City și  Moore, Oklahoma la 3 mai 1999.[241]
- Cea mai rapidă înregistrare cu un anemometru: 113.2 m/s sau 407 km/h (253 mph), 10 aprilie 1996, în timpul ciclonului Olivia.[242][243]
- Cel mai rapid înregistrat cu un anemometru în afara unui ciclon tropical: 372 km/h (231 mph) Mount Washington, New Hampshire, 12 aprilie 1934.[242][243]
- Cea mai rapidă medie zilnică: 174 km/h (108 mph); Port Martin (Adélie Land), Antarctica, perioadă 24 h de la 21 martie 1951 la 22 martie 1951.[172]

## Alte recorduri de vreme severă

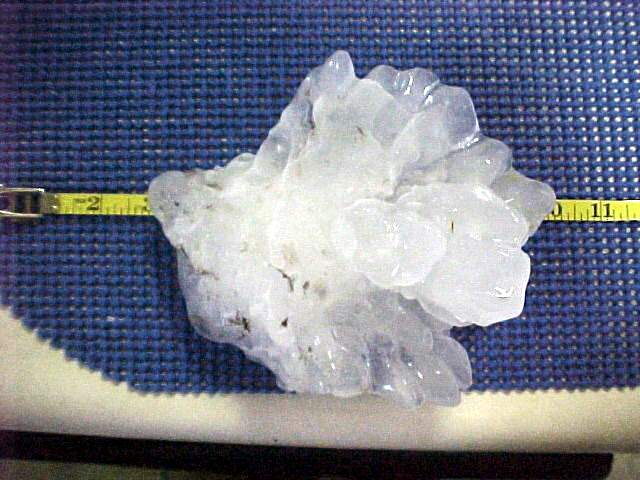
Grindină în Nebraska, măsurată la 47,6 cm în circumferință

### Grindină
- Cea mai grea înregistrată oficial: 1,02 kg; Districtul Gopalganj, Bangladesh, 14 aprilie 1986.[244]
- Cel mai mare diametru măsurat oficial: 20 cm diametru,  47,3 cm circumferință; Vivian, Dakota de Sud, 23 iulie 2010.[245]
- Cea mai mare circumferință măsurată oficial: 47,6 cm circumferință, 17,8 cm diametru; Aurora, Nebraska, 22 iunie 2003.[244][246]

### Fulger
- Cel mai lung fulger: 768 km la 29 aprilie 2020 în sudul Statelor Unite.[247]
- Cea mai lungă durată pentru un singur fulger: 17,1 secunde la 18 iunie 2020 în Uruguay și nordul Argentinei.[247]